# Saló del Manga de Barcelona de 2018
El 24 Manga Barcelona (també conegut com el 24è Saló del Manga de Barcelona) fou la 24a edició del Saló del Manga de Barcelona. Es va celebrar del dijous 1 al diumenge 4 de novembre de 2018 als pavellons 1, 2, 3, 4, 5 i la plaça de l'Univers de la Fira de Montjuïc.
Fou la primera edició del Saló del Manga dirigida per Meritxell Puig, que havia assumit el càrrec de directora de Ficomic el juny de 2017. Poc més tard, Carles Santamaria, que havia dirigit el Saló del Manga al llarg de 12 edicions consecutives, havia anunciat la serva retirada definitiva degut a problemes de salut.
Com a novetat, Meritxell Puig va inaugurar l'espai "Japan Experience", que aglutinà a tota mena de tallers i activitats que anaven més allà del manga i l'anime, però que estaven estretament relacionades amb la cultura japonesa. El nou espai va incloure tallers de papiroflèxia, ceràmica, escriptura, música, cinema o una gan oferta sobre gastronomia coordinada per Roger Ortuño, la qual va comptar amb demostracions de cuina per aprendre a fer plats com l'okonomiyaki (pizza japonesa), iakisoba (fideus), onigiri (boletes d'arròs farcides), bentō (plats combinats), otsumami (aperitius) o mochi (pastissets d’arròs). Altres activitats del "Japan Experience" van estar dedicades a conèixer les diferents modalitats del cinema japonès o a presentar les diverses modes del japó, aquesta darrera amb un taller inclòs d'ídols a càrrec de Emika Kamieda, una ex-ídol japonesa.
Les activitats del "Japan Experience" van anar acompanyades d'altres clàssics com els populars concursos de cosplay, actuacions musicals o concursos de karaoke, que enguany tingueren lloc a un gran escenari cobert ubicat a la Plaça de l'Univers. Una de les novetats reservades a aquest espai foren els concursos dedicats a l'Idol Contest i al K-Pop Contest.
Un altre nou espai fou el "Manga kids", similarment a l'espai "Comic Kids" que Meritxell Puig ja havia introduit al 36è Saló del Còmic de Barcelona, destinat al públic més infantil.
L'edició va voler recordar els 90 anys del naixement del mangaka Tezuka, nascut el 3 de novembre de 1928, a través de projeccions, xerrades, conferències i contacontes. També va commemorar el 50è aniversari de la revista setmanal japonesa Shonen Jump, la qual havia arribat a vendre 6 milions i mig d'exemplars en la seva millor època. Finalment, l'edició va homenatjar també al recentment desaparegut Isao Takahata, cineasta cofundador dels estudis Ghibli, amb diverses projeccions dels seus animes.
Com sol ser habitual, no hi faltaren la zona dedicada als fanzines , tallers de manga i animació o les firmes amb autors, a més d'un cicle de projeccions amb sèries, pel·lícules i documentals.
Segons la direcció, «en aquesta edició hi haurà nous espais i noves activitats perquè volem fer un Saló del Manga molt més participatiu per al públic, també el familiar. Volem que els pares hi introdueixin els fills en el gènere i per això tenim previstos tallers de dibuix, d'origami, d'esports, de cuina... i la zona Manga Kids».
El nombre d'expositors va créixer un 9% més respecte a l'edició de 2017, arrivant als 222. Aquests estands es va repartir entre els 75.000 m² del recinte de la Fira Montjuïc, una superfície que havia mantingut la mateixa grandària que en l'edició anterior.
El pressupost fou d'1,2 milions d'euros i a l'iniciar la convenció Ficomic havia fet una previsió d'assistència basada en unes unes 150.000 persones. Segons Meritxell Puig, malgrat comptar amb un dia menys que en l'edició de 2017, el fet de començar en un dia festiu més un pont, feia que l'organització comptés en batre el rècord de 148.000 visitants registrat l'any anterior.

## Exposicions
- Llenguatge, objectes i bèsties. Exposició formada per aproximadament 130 pàgines originals de manga, a més d'incloure obres de vídeo i instal·lacions audiovisuals.[4] La gran mostra, que es va poder veure per primer cop fora del Japó, tenia per focus central obres guardonades al Japan Media Arts Festival. Va estar dividida en tres seccions. La primera, "Paraules per ensinistrar bèsties (i instints)", estava centrada en l'antropomorfisme dels personatges, és a dir, animals amb qualitats humanes, i contenia originals de populars sèries com Beastars de Paru Itagaki i Jasmin de Yui Hata, però també va incloure altres còmics occidentals com Blacksad de Juan Díaz Canales i Juanjo Guarnido. La segona secció, titulada "Quan els objectes parlen", es va centrar en objectes inanimats que en el manga adquireixen consciència pròpia. Aquesta secció va mostrar els vídeos Decorations de Mari Miyazawa, Golden Time de Takuya Inaba, i Industrial JP d'Industrial JP. Finalment, l'apartat "Del tema al conte", va estar centrat en la creació i descoberta de la idea de "valor". Va mostrar pàgines de Hyouge Mono de Yoshihiro Yamada, Shouwa genroku de Haruko Kamota i el vídeo 5D Archive Dept de Katsuki Kohichi.[8]

- Tamashii Nations. Exposició formada per més de 100 figures comercialitzades per Bandai-Tamashii Nations. Va incloure a personatges de les sèries Dragon Ball, One Piece, Harry Potter, Kinnikuman, Naruto o Mazinger Z.

- Expo Joso. Vandrell. Exposició dedicada a l’obra més destacada de l’autor Dani Vendrell (conegut com Vandrell). Va mostrar treballs de l’autor realitzats entre 2006 i 2016.

- Marta Salmons. Exposició que va recollir algunes obres de la il·lustradora Marta Salmons, autora del cartell del XXIV Saló del Manga de Barcelona.[3]

- Manga Fever. Exposició dedicada al manga, l'anime i els videojocs. La mostra fou una selecció de treballs d'alumnes de l'escola Joso i va mostrar la relacció entre els mitjans manga, anime i videojocs, i com l'obra de molts autors s'ha vist influenciada per aquests mitjans d'expressió.

## Palmarès

### Apartat manga[9]

#### Millor shonen
Premi al millor manga shonen.
| Títol                  | Autor/s         | Editorial             |
| ---------------------- | --------------- | --------------------- |
| My Hero Academia       | Kōhei Horikoshi | Planeta Cómic         |
| Radiant                | Tony Valente    | Letrablanka Editorial |
| The Promised Neverland | Kaiu Shirai     | Norma                 |

#### Millor shojo
Premi al millor manga shojo.
| Títol                                                  | Autor/s         | Editorial       |
| ------------------------------------------------------ | --------------- | --------------- |
| Yona, princesa del amanecer (Akatsuki no Yona)         | Mizuho Kusanagi | Norma Editorial |
| Sakura, la caçadora de cartes: les cartes transparents | CLAMP           | Norma Editorial |
| Last game                                              | Shinobu Amano   | Norma Editorial |

#### Millor seinen
Premi al millor manga de gènere seinen.
| Títol                | Autor                     | Editorial           |
| -------------------- | ------------------------- | ------------------- |
| Atelier of Witch Hat | Kamome Shirahama          | Milky Way Ediciones |
| Maximum Berserk      | Kentaro Miura             | Panini Manga        |
| Akame ga kill        | Takahiro, Tetsuya Tashiro | Norma Editorial     |

#### Millor josei
Premi al millor manga josei.
| Títol                                  | Autor         | Editorial            |
| -------------------------------------- | ------------- | -------------------- |
| Hiso hiso – Susurros                   | Yoko Fujitani | Planeta Comic        |
| Aula demoníaca                         | Junji Ito     | Tomodomo Ediciones   |
| Mi experiencia lesbiana con la soledad | Nagata Kabi   | Fandogamia Editorial |
| Servamp                                | Strike Tanaka | ECC                  |

#### Millor kodomo
Premi al millor manga kodomo.
| Títol           | Autor                             | Editorial |
| --------------- | --------------------------------- | --------- |
| Pokemon X·Y     | Hidenori Kosaka, Satoshi Yamamoto | Norma     |
| Animal crossing | Sayori Abe                        | Norma     |
| Yo-kai Watch    | Esquivel, Franscisco, Hao         | Norma     |

#### Millor manga d'autor espanyol
| Títol                                | Autor                         | Editorial            |
| ------------------------------------ | ----------------------------- | -------------------- |
| Arashiyama, la montaña de los deseos | Dani Bermúdez, Fidel de Tovar | Norma                |
| 5 Elementos                          | Jesulink                      | Loftur Studio        |
| Dorita                               | Cristian Timoneda, Iván Roca  | Fandogamia Editorial |

#### Millor fanzine
Premi al millor fanzine.
| Títol                                         | Autor/s    |
| --------------------------------------------- | ---------- |
| ¡Déjame dormir!                               | PussyCrazy |
| Canuto                                        | Pete Art   |
| Sisterhood, the adventures of Bamba and Rocco | Bamidala   |

### Apartat anime

#### Millor sèrie d'anime
| Títol                            | Direcció      | Distribució    |
| -------------------------------- | ------------- | -------------- |
| JoJo's Bizarre Adventure         |               | Selecta Visión |
| Bola de Drac Super               |               | Selecta Visión |
| Shingeki no Kyojin (Temporada 3) | Tetsurō Araki | Selecta Visión |

#### Millor pel·lícula d'anime
| Títol                        | Direcció       | Distribució    |
| ---------------------------- | -------------- | -------------- |
| A silent voice               | Naoko Yamada   | Selecta Visión |
| Night is short, walk on girl | Masaaki Yuasa  | Selecta Visión |
| Your name                    | Makoto Shinkai | Selecta Visión |

#### Millor live action
Premia a la millor pel·lícula live action
| Títol                                                      | Direcció         | Distribució       |
| ---------------------------------------------------------- | ---------------- | ----------------- |
| Death-Note: el nuevo mundo                                 | Shinsuke Sato    | Mediatres Estudio |
| JoJo's Bizarre Adventure: Diamond Is Unbreakable Chapter I | Takashi Miike    | Selecta Visión    |
| Museum                                                     | Keishi Otomo     | Mediatres Estudio |
| Tokyo Ghoul                                                | Kentarō Hagiwara | Selecta Visión    |

#### Premi Auditori
| Títol internacional/original                                                                                             | Doblatge en català             | Direcció             |
| --- | ------------------------------ | -------------------- |
| Mary and the Witch's Flower (メアリと魔女の花 , Meari to Majo no Hana)                                                   | Mary i la flor de la bruixa    | Hiromasa Yonebayashi |
| Maquia: When the Promised Flower Blooms (さよならの朝に約束の花をかざろう, Sayonara no Asa ni Yakusoku no Hana o Kazarō) | -                              | Mari Okada           |
| Inuyashiki (いぬやしき)                                                                                                  | -                              | Shinsuke Sato        |
| Bungo Stray Dogs: Dead Apple (文豪ストレイドッグス デッドアップル, Bungō Sutorei Doggusu Deddo Appuru)                   | -                              | Takuya Igarashi      |
| I Want to Eat Your Pancreas (君の膵臓をたべたい, Kimi no Suizō o Tabetai)                                                | Vull menjar-me el teu pàncrees | Shinichirō Ushijima  |
| Tokyo Ghoul (東京喰種, Tōkyō Gūru)                                                                                       | -                              | Kentarō Hagiwara     |
| Mirai (未来のミライ, Mirai no Mirai)                                                                                     | Mirai, la meva germana petita  | Mamoru Hosoda        |